# To/Die/For
I To/Die/For sono un gruppo gothic metal finlandese formatosi nel 1999.

## Storia
I To/Die/For nascono all'inizio del 1999, quando i musicisti della band hard rock Mary-Ann (che esisteva dal 1993) hanno deciso di cambiare il loro stile musicale verso il gothic metal, cambiando anche il nome del gruppo.
Il loro album di debutto, All Eternity, è stato pubblicato in Finlandia alla fine del 1999 dalla Spinefarm Records, grazie al quale la band ottiene un contratto con la Nuclear Blast (per l'Europa) e con la Pony Canyon (per il Giappone).
Registrano quindi il videoclip della canzone All Eternity, che ottenne un discreto successo.
Nel 2000, la band ha effettuato un tour europeo assieme ai Dark Tranquillity, ai Sentenced e agli In Flames. Il bassista Miikka Kuisma successivamente lasciò la band e fu sostituito da Marko Kangaskolkka, che aveva suonato con la band nei suoi primi anni. L'album Epilogue è stato pubblicato nel 2001, ed è stato seguito da un tour con i Lacrimosa.
L'album Jaded è stato pubblicato nel 2003, e nell'agosto di quell'anno il cantante, Jarno Perätalo, ha lasciato il gruppo per formare una nuova band, Tiaga, assieme ad altri ex membri. Juha Kylmanen (dei For My Pain) ha assunto il ruolo di cantante. Nel 2004, Jarno Perätalo e i Tiaga hanno preso il nome To/Die/For e l'anno successivo hanno pubblicato l'album IV.
Il 14 aprile 2009 hanno annunciato il loro scioglimento, per poi annunciare la rinascita del gruppo il luglio successivo.
Nel 2011 pubblicano il loro sesto album di inediti, intitolato Samsara.

## Formazione

### Formazione attuale
- Jape Perätalo - voce (1999–2009, 2009-presente)
- Juppe Sutela - chitarra (1999–2002, 2004-2005, 2010–presente)
- Eza Virén - chitarra (2010-presente)
- Samuel Schildt - basso (2014-presente)
- Matti Huopainen - batteria (2011-presente)

### Ex componenti
- Juha Kylmanen - voce (2004)
- Joonas Koto - chitarra (1999-2003)
- Juppe Sutela - chitarra (1999-2004)
- Miikka Kuisma - basso (1999-2000)
- Marko Kangaskolkka - basso (2000-2003)
- Tonmi Lillman - batteria (1999-2003)
- Santtu Lonka - batteria (2003-2008)
- Josey Strandman - basso (2003-2010)
- Mika Ahtiainen - chitarra (2002-2005)
- Jussi-Mikko Salminen - tastiera (2004–2005, 2010–2014)
- Antti-Matti Talala - chitarra (2006–2009, 2010–2014)

## Discografia

### Album in studio
- 1999 – All Eternity
- 2001 – Epilogue
- 2003 – Jaded
- 2005 – IV
- 2006 – Wounds Wide Open
- 2011 – Samsara
- 2015 – Cult

### Raccolte
- 2010 – Epilogue from the Past

### Singoli
- 2000 – In the Heat of the Night
- 2001 – Hollow Heart
- 2005 – Little Deaths
- 2006 – Like Never Before
- 2014 – Screaming Birds
- 2015 – In Black